# Astronom (obraz Jana Vermeera)

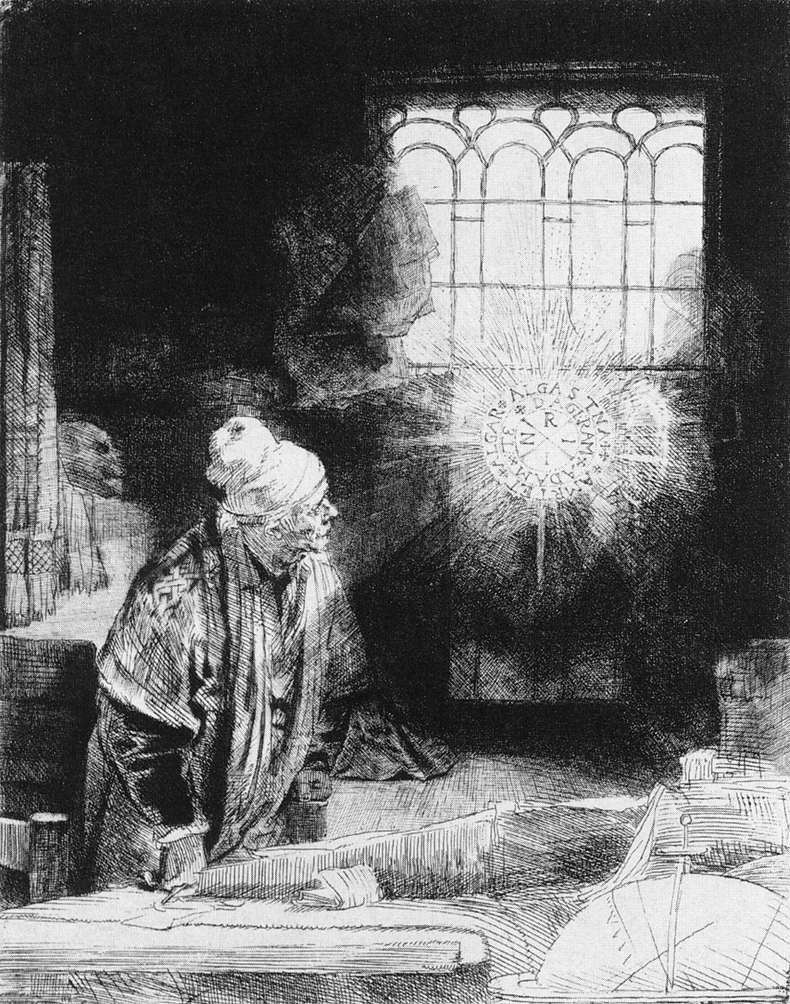
Rembrandt, Faust, ok. 1652

Astronom (niderl. De astronoom) – obraz Jana Vermeera z 1668 roku; obecnie znajduje się w Luwrze, w Paryżu.
Obraz opatrzony jest sygnaturą i, jako jeden z trzech płócien w dorobku Vermeera, datą (dwa pozostałe to Geograf i U stręczycielki). Data, zapisana jako MDCLXVIII, wraz z podpisem znajduje się w centralnej części przedstawienia, na szafie, jednak najprawdopodobniej ani podpis, ani data, nie są oryginalne. Na szczegółowej rycinie z 1792 roku, stworzonej na podstawie Astronoma, brak jest daty. Niewykluczone jednak, że data i sygnatura opierają się na oryginalnych inskrypcjach.
Portrety naukowców były częstym motywem XVII-wiecznego holenderskiego malarstwa. Jako pierwszy uczonego wśród naukowych przyrządów namalował ok. 1630 Rembrandt. Później temat ten był podejmowany przez jego uczniów oraz innych malarzy, którzy go spopularyzowali. Vermeer wpisywał się w ten trend, portretując astronoma, zaś w późniejszym okresie – geografa. Obraz Geograf jest bardzo zbliżony do Astronoma i wielokrotnie oba płótna były sprzedawane razem. Oba przedstawiają mężczyznę o kręconych włosach i ubranego w długą, obfitą szatę, być może Antonie van Leeuwenhoeka.
Profesja przedstawionej postaci jest ukazana przez obecność astronawigacyjnego globusu Jodocusa Hondiusa, astrolabium i naukowej publikacji Adriaena Metiusa Institutiones Astronomicae Geographicae. Otwarta jest ona na rozdziale III, który radzi astronomom poszukiwać inspiracji w Bogu. Znajdujący się na ścianie obraz przedstawia odnalezienie Mojżesza, który może reprezentować wiedzę i naukę, ponieważ był uczony we wszystkich mądrościach Egipcjan. To samo płótno przedstawione jest na Piszącej list.
Obraz powstał w czasach rozwoju astronomii. W latach 1667–1672 Ludwik XIV zbudował obserwatorium w Paryżu, Izaak Newton udoskonalał teleskop, odkryty został siódmy pierścień Saturna. Astronomia była niezwykle istotna w nawigacji, a ta z kolei była niezbędna do prowadzenia handlu morskiego. Przypuszcza się jednak, że astronom z płótna Vermeera zajmuje się nieco inną gałęzią tej nauki – astrologią. Nie patrzy w okno, jak inni astronomowie, ale stawia horoskop. To dlatego obraz nosi także drugi tytuł – Astrolog.